# Diocesi di Sofene
La diocesi di Sofene (in latino Dioecesis Sophenensis) è una sede soppressa e sede titolare della Chiesa cattolica.

## Storia
Sofene, antica provincia dell'Impero romano, è il nome di un'antica sede episcopale della provincia romana della Mesopotamia nella diocesi civile d'Oriente. Faceva parte del patriarcato di Antiochia ed era suffraganea dell'arcidiocesi di Amida, come attestato da una Notitia episcopatuum del VI secolo.
Michel Le Quien attribuisce a questa diocesi due vescovi: Arsapio, che prese parte al primo concilio ecumenico di Costantinopoli nel 381; ed Eufemio, che intervenne al concilio di Calcedonia nel 451.
Tuttavia nessuno di questi due vescovi si trova nelle liste episcopali dei due concili. Gli atti del concilio di Calcedonia menzionano il vescovo di Sofene, il cui nome era però Caiuma, e non Eufemio; questi non prese parte al concilio, e in un'occasione gli atti furono sottoscritti al suo posto dal metropolita Simeone di Amida.
A questo vescovo bisogna aggiungere Ciriaco, che prese parte al concilio di Costantinopoli celebrato dal patriarca Mena nel 536, e dove sottoscrisse le condanne di Severo di Antiochia e di Antimo di Costantinopoli con il titolo di "vescovo di Sofene dell'eparchia dell'Armenia prima".
Dal XX secolo Sofene è annoverata tra le sedi vescovili titolari della Chiesa cattolica; la sede è vacante dal 2 gennaio 1970.

## Cronotassi

### Vescovi greci
- Arsapio ? † (menzionato nel 381)
- Caiuma † (menzionato nel 451)
- Ciriaco † (menzionato nel 536)

### Vescovi titolari
- Joseph-Marie Lavest, M.E.P. † (26 aprile 1900 - 22 agosto 1910 deceduto)
- Joseph Schrembs † (8 gennaio 1911 - 11 agosto 1911 nominato vescovo di Toledo)
- Ricardo Sepúlveda Hermosilla † (18 ottobre 1911 - 9 giugno 1934 deceduto)
- Julio Campero y Aráoz † (22 giugno 1934 - 19 febbraio 1938 deceduto)
- Edward Aleksander Władysław O'Rourke † (13 giugno 1938 - 27 giugno 1943 deceduto)
- Miguel Ángel García y Aráuz † (16 maggio 1944 - 30 aprile 1951 nominato vescovo di Jalapa)
  - Bolesław Kominek † (26 aprile 1951 - 1953 dimesso[4]) (vescovo eletto)
- Patrick Harmon Shanley, O.C.D. † (17 febbraio 1953 - 2 gennaio 1970 deceduto)